# Südviertel (Eisenach)

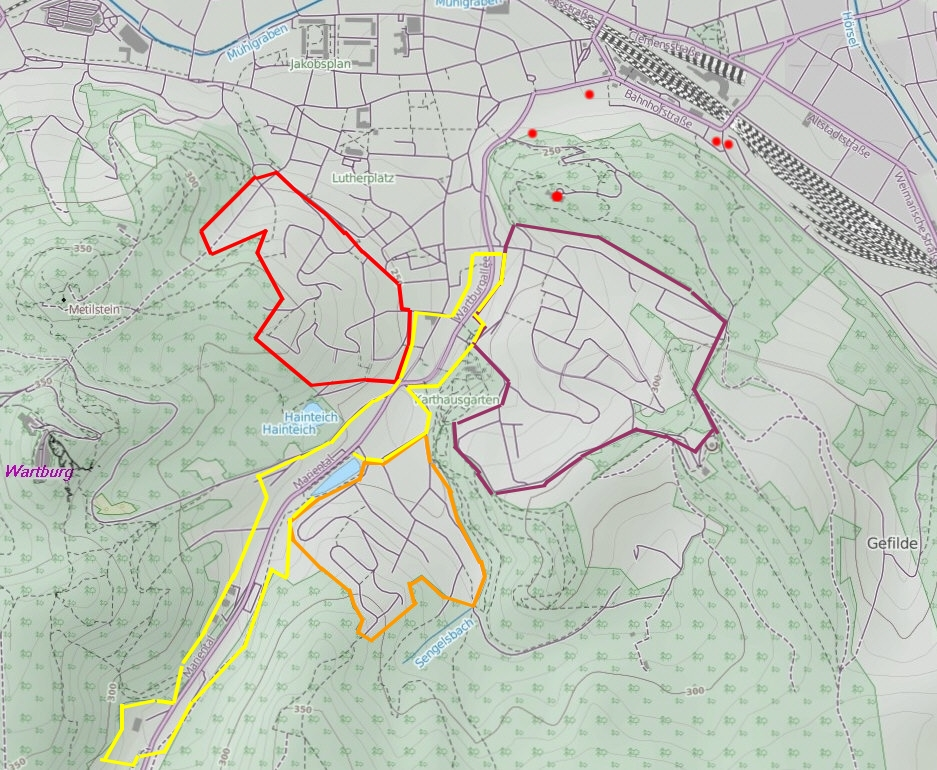
Die vier Villengebiete im Südviertel der Kernstadt Eisenach:
Mariental
Marienhöhe
Karthäuserhöhe
Predigerberg/Hainstein

Die denkmalgeschützte Villenkolonie Südviertel im Süden Eisenachs ist eines der großen zusammenhängenden Villengebiete in Deutschland, welches zwischen 1862 und dem  Ersten Weltkrieg entstand. Zu dieser Zeit war Eisenach ein Anziehungspunkt für wohlhabende Geheimräte, Fabrikbesitzer und Militärs sowie Pensionäre und Bürgerliche der Region wegen der landschaftlich schönen Lage am Thüringer Wald, der historischen Wartburg und des Kurbetriebs. Es entstanden 602 Gebäude, davon 587 Wohnhäuser in 44 Straßen. Bei den meisten handelte es sich um herrschaftliche Villen in unterschiedlichen architektonischen Stilrichtungen. Das Südviertel umfasst die Kolonien von Predigerhöhe, Marienhöhe, Karthäuserhöhe, Mariental sowie Bereiche am Rhododendrongarten und der Waldschänke, die Gegend unterhalb der Wartburg.

## Baustile und Villen
Das Villenviertel ist in seiner Geschlossenheit und seinem ursprünglichen Charakterbau bis zum heutigen Tag fast vollständig erhalten geblieben. Viele der Villen sind von großer architektonischer Bedeutung, gebaut in einer Vielart von Stilen vom  Spätklassizismus bis zum Bauhaus, doch dominieren Jugendstil und Historismus das Bild des Südviertels. Viele der Villen weisen eine außergewöhnliche Formenvielfalt architektonischer Details auf. Mehrere berühmte Architekten haben hier mitgewirkt wie z. B. Ludwig Bohnstedt.
Unter den bekanntesten  Villen der Stadt befinden sich:
- Das „Reuter-Wagner-Museum“, ehemaliger Wohnsitz Fritz Reuters, ist eine Neorenaissancevilla, erbaut zwischen 1866 und 1868 von Ludwig Bohnstedt, welche auf Wunsch Reuters das Abbild einer römischen Villa darstellen sollte.
- Die Rhododendronvilla ließ Karl Wichmann (1847–1920) im Jahre 1900 im Jugendstil erbauen. Das Besondere ist der Waldgarten im englischen Stil, wo man eine Vielfalt von Rhododendren und Azaleen besichtigen kann.
- Villa Kesselring, erbaut 1898 im Jugendstil vom Eisenacher Maurer Gustav Stein.

Die meisten der Villen stehen unter Denkmalschutz. Sie werden heute überwiegend als Ein- oder Mehrfamilienhäuser zu Wohnzwecken genutzt, andere beherbergen Büros oder Pensionen.

## Weitere Baudenkmale im Südviertel
- Kartausgarten mit Wandelhalle
- Kunstpavillon
- Prinzenteich
- Denkmal zur Geschichte der deutschen Arbeiterbewegung
- Goldschmiedenstraße 8-10